# Кустрава
Кустрава (пол. Kustrawa) — село в Польщі, у гміні Крешів Ніжанського повіту Підкарпатського воєводства. Населення — 195 осіб (2011).

## Історія
За даними етнографічної експедиції 1869—1870 років під керівництвом Павла Чубинського, у селі здебільшого проживали греко-католики, усе населення розмовляло українською мовою.
У 1975—1998 роках село належало до Тарнобжезького воєводства.

## Демографія
Демографічна структура станом на 31 березня 2011 року:
|          | Загалом | Допрацездатний вік | Працездатний вік | Постпрацездатний вік |
| -------- | ------- | ------------------ | ---------------- | -------------------- |
| Чоловіки | 89      | 14                 | 59               | 16                   |
| Жінки    | 106     | 21                 | 52               | 33                   |
| Разом    | 195     | 35                 | 111              | 49                   |